# Pierrefitte-sur-Sauldre

Pierrefitte-sur-Sauldre este o comună în departamentul Loir-et-Cher, Franța. În 1 ianuarie 2022 avea o populație de 752 de locuitori.